# Out of the Woods (pjesma Taylor Swift)
"Out of the Woods" pjesma je američke kantautorice Taylor Swift s njenog petog studijskog albuma, 1989 (2014.). Swift je pjesmu nadahnuo njezin romantični odnos koji je završio prije nego što je očekivala zbog stalne tjeskobe koju je veza izazivala. Singl su napisali i producirali Swift i Jack Antonoff. Ovo je synth-pop pjesma koja sadrži teške sintisajzere, petlje u bubnju i slojevite pozadinske vokale. Pjesma je prvotno objavljena kao promotivni singl za album 14. listopada 2014. godine, putem Big Machine Recordsa. Pjesma je poslužila kao šesti singl 1989. godine 19. siječnja 2016. godine, kada ju je Republic Records u partnerstvu s Big Machineom objavio za američke radio stanice. Singl je 31. prosinca 2015. godine dobio glazbeni video.  
"Out of the Woods" dobio je pozitivne kritike suvremenih kritičara, koji su pohvalili njegovu produkciju i Swiftovo pisanje pjesama; Pitchfork ju je uvrstio među najbolje pjesme 2014. U SAD-u je pjesma zauzela 18. mjesto na Billboard Hot 100, a Američko udruženje za snimanje (RIAA) ovjerilo je platinu. Dostigla je prvih 20 ljestvica u Australiji, Kanadi, Izraelu i Novom Zelandu, a certifikate je dobila u prve dvije spomenute zemlje i Norveškoj. Swift je pjesmu izvela kao predzadnju točku tijekom 1989 World Tour u 2015. 

## O pjesmi
Inspirirana syth-pop-om iz 1980-ih, Taylor Swift odlučila se odmaknuti od country zvukova svojih prethodnih izdanja i ugraditi izravnu pop produkciju za svoj peti studijski album 1989. koji je objavljen 2014. Kako bi osigurala nesmetan prijelaz na pop, Swift je angažirala nove suradnike za kreiranje albuma, uključujući Jacka Antonoffa, koji je producirao dvije pjesme za standardno izdanje albuma i jednu bonus pjesmu za deluxe izdanje. Za "Out of the Woods" Antonoff je zamislio da pjesma sadrži zvuk iz 1980-ih s modernim preokretom; upotrijebio je Yamaha DX7 sintisajzer kako bi stvorio zvuk iz 1980-ih za većinu dijelova pjesme, a Minimoog Voyager za refren kako bi imao "izuzetno moderan" zvuk. Nakon završetka instrumentala, Antonoff ga je poslao Swiftu kad je bila u avionu. Swift je napisala tekst za pjesmu i otprilike 30 minuta kasnije poslala mu je glasovnu poruku. Swiftine vokale producirao je Max Martin.
Tekst pjesme govori o krhkom odnosu. U refrenu Swift ponavlja redak: "Jesmo li već izašli iz šume?" iznova i iznova, želeći održati vezu, iako s malom šansom. Swift razmišlja o neizbježnom kraju svoje ljubavi i prošlim greškama koje su ona i njezin ljubavnik počinili.

## Promocija i glazebni video
13. listopada 2014. Swift je premijerno predstavila 15-sekundni isječak filma "Out of the Woods" u emisiji Good Morning America (GMA). U radijskom programu On Air s Ryanom Seacrestom nazvala je "Out of the Woods" jednom od svojih omiljenih pjesama, jer "najbolje predstavlja 1989. godinu". Objavljena je kao promotivni singl s 1989. albuma, 14. listopada 2014. 22. prosinca 2015. Swift je na GMA najavila da će premijerno predstaviti glazbeni spot za "Out of the Woods" na novogodišnjoj Rockinovoj noći Dicka Clarka, emitiran 31. prosinca.
Glazbeni video je režirao Joseph Kahn, koji je također režirao prijašnja 3 singla s albuma. Video je snimljen na lokaciju na Novom Zelandu: u planinama Queenstown i na plaži Bethells. Video prikazuje Swift kako se bori kako bi izašao iz šume, tumačeći naslovnu pjesmu doslovno. Swift je viđena kako trči kroz ono što se čini začaranom šumom koja se stvorila oko nje, progoni je čopor vukova dok se bori da pobjegne dok je živi korijeni neprestano prate. Tada se nalazi na različitim mjestima koja predstavljaju prirodu poput snježnih planina, oceana, neplodnog krajolika, blatnjavog mjesta i zapaljene šume. Na kraju video zapisa, šuma nestaje dok pronalazi plažu, gdje druga njezina verzija, klon, stoji uz obalu dok poseže za njom. Video završava naslovom "Izgubila ga je, ali pronašla je sebe i nekako je to bilo sve", što je skrivena poruka zapisana u knjižici iz 1989.

## Ljestvice
| Ljestvice                  | Najviša pozicija |
| -------------------------- | ---------------- |
| Australija                 | 19               |
| Austrija                   | 64               |
| Belgija                    | 50               |
| Danska                     | 23               |
| Francuska                  | 70               |
| Italija                    | 97               |
| Izrael                     | 1                |
| Kanada                     | 8                |
| Mađarska                   | 37               |
| Novi Zeland                | 3                |
| Sjedinjene Američke Države | 11               |
| Ujedinjeno Kraljevstvo     | 136              |